# Powiat Kolbuszowski
Der Powiat Kolbuszowski ist ein Powiat (Kreis) in der polnischen Woiwodschaft Karpatenvorland. Der Kreis hat eine Fläche von 773,93 km², auf der 61.000 Einwohner leben. 

## Gemeinden
Der Powiat umfasst sechs Gemeinden, davon eine Stadt-und-Land-Gemeinde sowie fünf Landgemeinden.

### Stadt-und-Land-Gemeinde
- Kolbuszowa

### Landgemeinden
- Cmolas
- Dzikowiec
- Majdan Królewski
- Niwiska
- Raniżów